# Fort bij De Kwakel

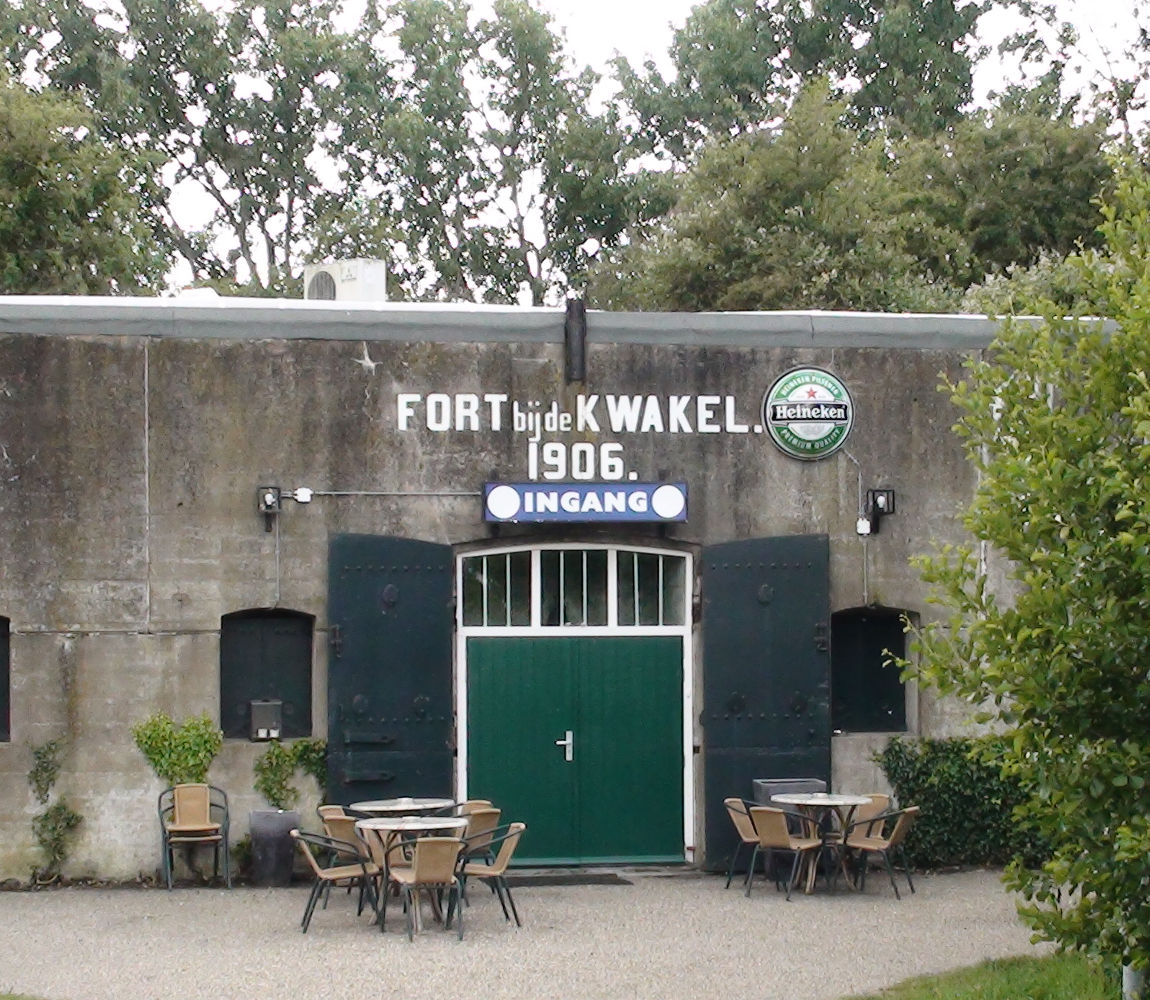
Ingang van het Fort bij De Kwakel.

Het Fort bij De Kwakel is een fort van de Stelling van Amsterdam. Het is gelegen in het dorp De Kwakel. Het is een van de vier forten van de linie Kudelstaart - Uithoorn. Naar het westen toe ligt Fort bij Kudelstaart, terwijl meer naar het oosten toe het Fort aan de Drecht en het Fort bij Uithoorn ligt.

## Geschiedenis en doel
Met de aanleg van het fort werd in 1890 een aanvang gemaakt. Het veen werd afgegraven en er werd veel zand gestort. In 1897 werd het fort benoemd tot fort van de eerste klasse, het zand was zodanig vergraven dat achter aarden wallen geschut kon worden opgesteld. In 1906 werden de bomvrije gebouwen, gemaakt van beton, opgeleverd.
De bouwgeschiedenis van de bomvrije gebouwen is gedocumenteerd in een dagboek van de opzichter. Het ontwerp van het fort kwam van de genie en het werk werd vervolgens openbaar aanbesteed en gegund aan de laagste inschrijver. De aannemers poogden zo goedkoop mogelijk te werken waardoor niet altijd de beste materialen of vakmensen werden ingezet. De bouwopzichters van de genie hielden tijdens de bouw toezicht om dit vermijden.
De bouw van Fort bij De Kwakel, en ook Fort bij Kudelstaart, was in handen van Blecourt, een aannemer uit Nijmegen. Blecourt werkte met onderaannemers en plaatselijk ingehuurde werklui. De opzichter, ingenieur De Beus, heeft tijdens de aanleg een dagboek bijgehouden. Hij schrijft dat het met het arbeidsethos van de aannemer en zijn personeel slecht gesteld was. Hij klaagt over het gebrek aan vooruitgang door het dronken poldervolk en het gebrek aan toezicht door de aannemer. Zijn dagboek noteert 13 september 1906 als laatste dag, maar pas op 1 december werd het werk officieel afgerond.
Het doel van het fort was, om het oostelijke deel van de ringdijk van de Zuider Legmeerpolder te verdedigen en het riviertje de Kleine Drecht. Het Legmeer was kort voor de aanleg van de Stelling drooggemalen, evenals een aantal andere veenplassen in de buurt. Daarnaast kon het eventueel de troepen uit Vrouwenakker dekking geven, wanneer deze zich terug zouden moeten trekken.
In 1926 werd het geheel een fort van de derde klasse. Dit bleef zo tot 1951. Toen werd namelijk het fort gedegradeerd tot een fort van geen klasse. In 1959 werd uiteindelijk het fort opgeheven als vestingwerk. Het kwam als eerste fort in 1972 in particuliere handen. Het fort werd in dat jaar door het Ministerie van Defensie verkocht aan een ondernemer. De nieuwe eigenaar maakte het middengedeelte van het fort groter door aan weerszijden de muren te verwijderen voor een biljarthal.

## Plattegrond
Het hoofdgebouw van het fort bestaat uit 18 ruimtes. Tegen het hoofdgebouw staan twee keelkazematten. Er is onder andere nog een waterzuiveringsinstallatie aanwezig, waarmee ijzer uit het water kon worden gefilterd. De fortwachterswoning bestaat nog, evenals de houten genieloods die verbouwd is tot woning.

## Galerij

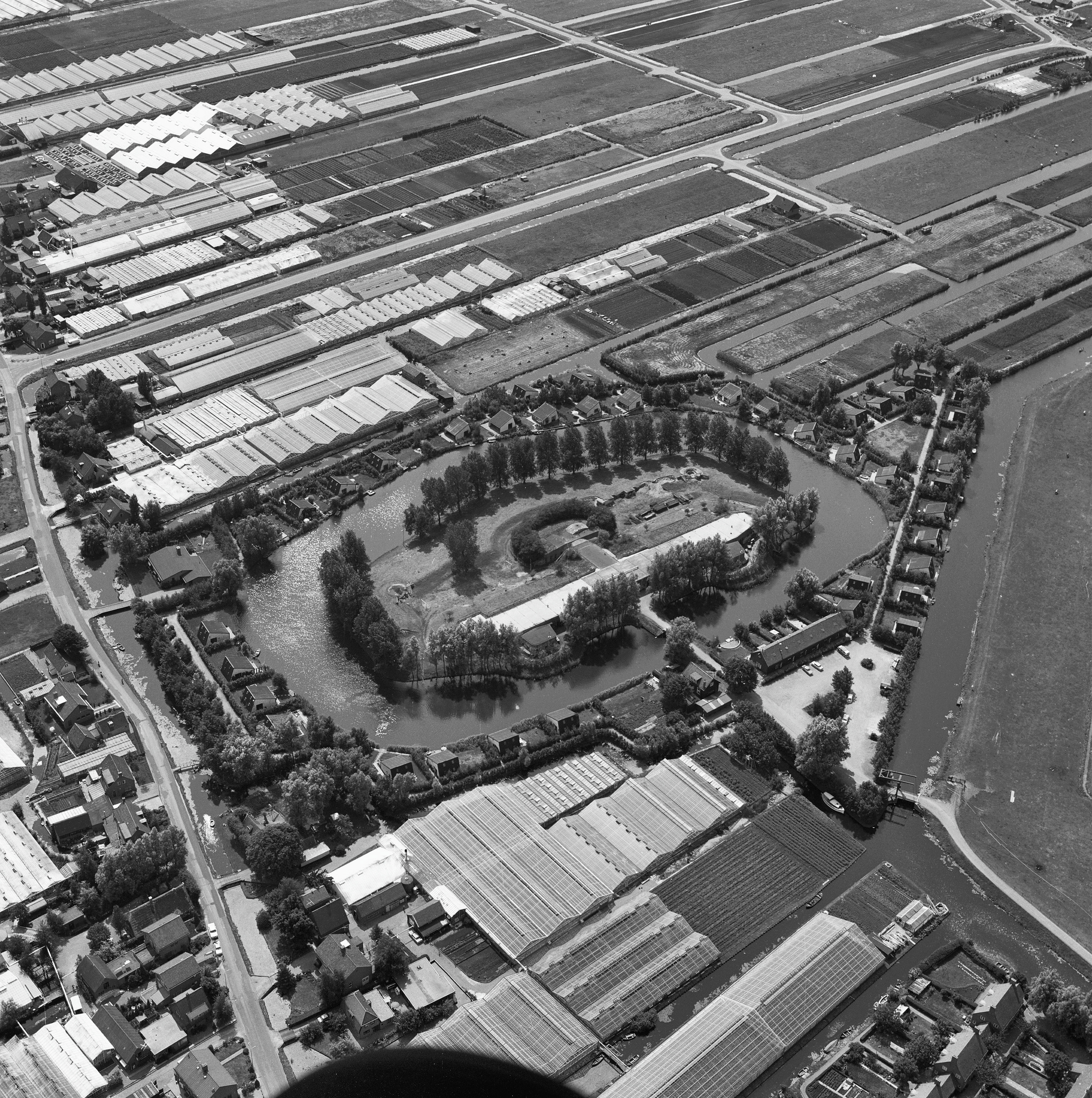
Fort vanuit de lucht in 1977
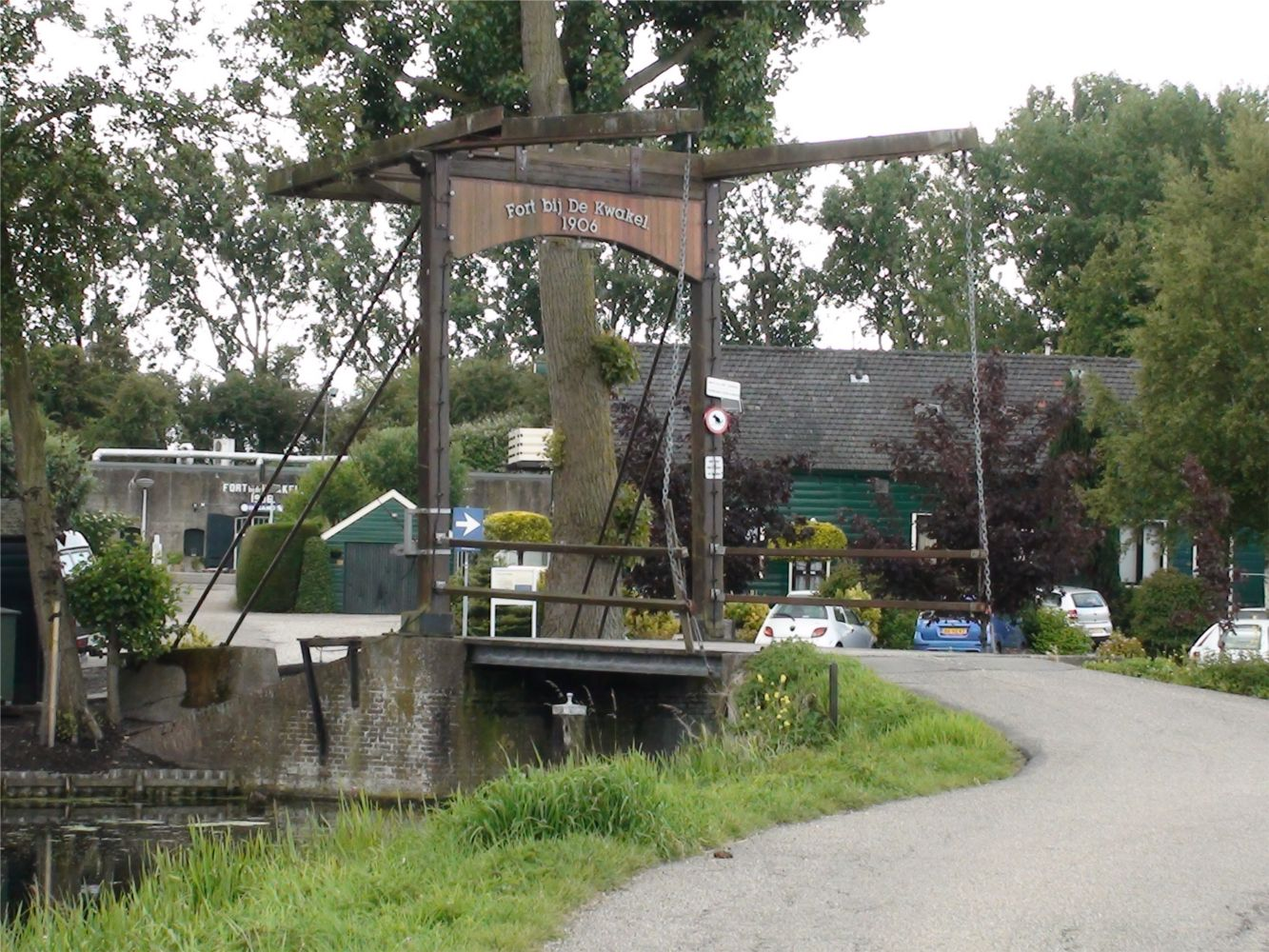
Brug naar Fort bij De Kwakel en de groene genieloods
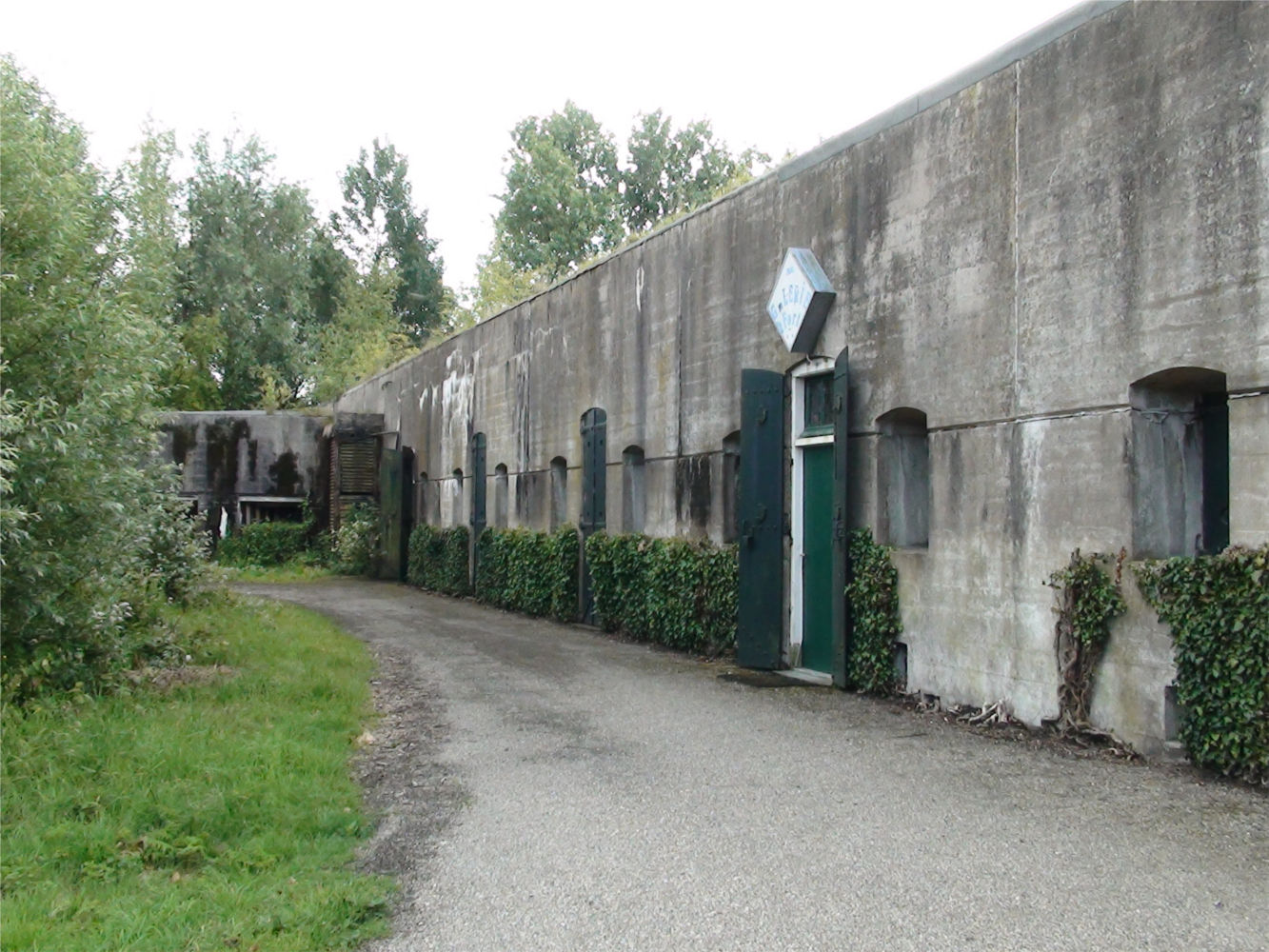
Linkerkant fort
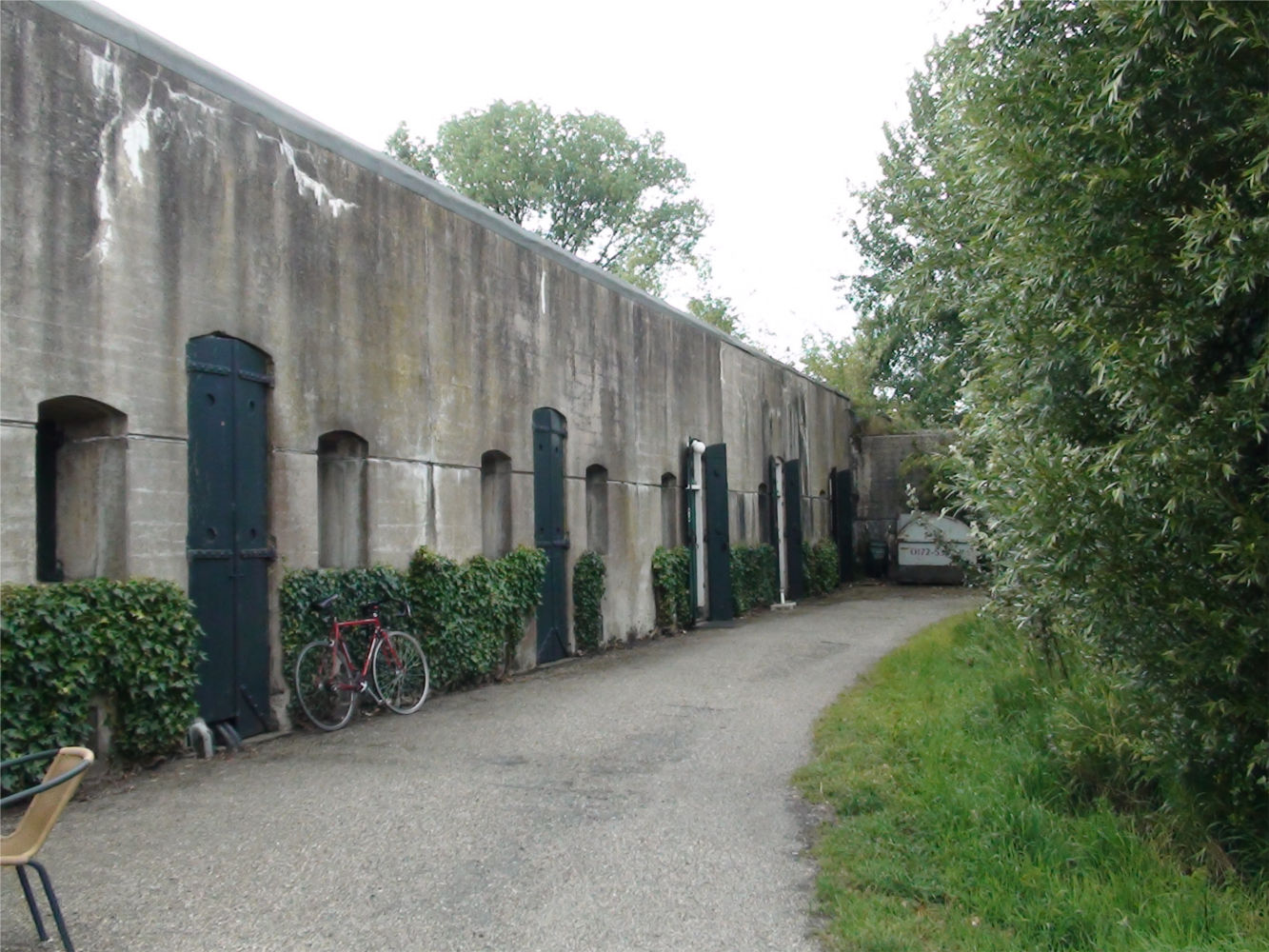
Rechterkant fort
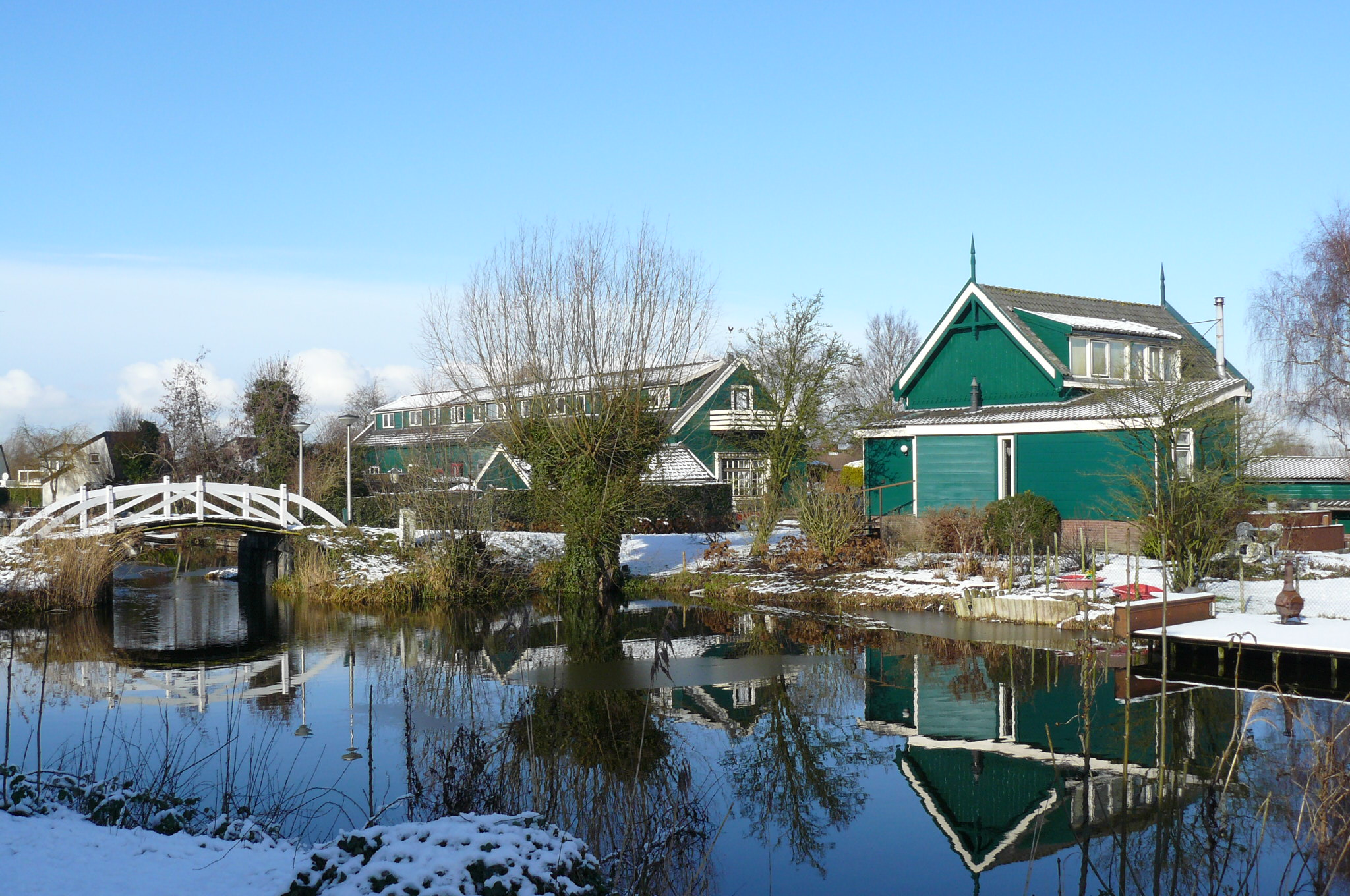
Genieloods en fortwachterswoning